# Тайлер, Мозес Койт
Мозес Койт Тайлер (англ. Moses Coit Tyler, 2 августа 1835 года, Гризуолд — 28 декабря 1900, Итака) — американский писатель, историк, литературовед.

## Биография
Тайлер родился 2 августа 1835 года в Гризуолде, штат Коннектикут. В детстве вместе с родителями переехал в Детройт, штат Мичиган. В 1853 году он поступил в Мичиганский университет, через год перевёлся в Йельский колледж, который окончил в 1857 году со степенью бакалавра, в 1863 году получил степень магистра. После окончания университета Тайлер два года проучился в семинарии, стал священником конгрегационалистской церкви, три года был пастором в штате Нью-Йорк.
В 1862 году Тайлер отказался от духовного сана в виду изменения религиозных взглядов. После этого он заинтересовался теорией физического воспитания, некоторое время писал работы и читал лекции по этому предмету (в том числе в Англии), занимался журналистикой. В 1867 году Тайлер занял пост профессора английского языка и литературы в Мичиганском университете, в этой должности работал до 1881 года, с перерывом в 1873—1874 годах, когда он в качестве литературного редактора работал над журналом «Христианский союз». В 1881 году Тайлер стал профессором американской истории (первым в США) в Корнеллском университете, а также дьяконом Епископальной церкви. В 1883 году он получил сан священника, хотя и не занимался приходской деятельностью.
Важнейшими трудами Тайлера являются «История американской литературы в колониальный период, 1607—1765» (в двух томах, издана в 1878 году), а также «Литературная история Американской революции, 1763—1783» (в двух томах, издана в 1897 году). Тайлер опубликовал ряд работ по физической культуре и английской литературе, а также биографию активного борца на независимость северо-американских колоний Патрика Генри.

## Опубликованные работы
- The Brawnville Papers (1869)
- History of American Literature during the Colonial Time, 1607-1765 (1878)
- In Memoriam: Edgar Kelsey Apgar (1886)
- Patrick Henry biography (1887)
- Three Men of Letters (1895)
- Literary History of the American Revolution, 1763-1783 (1897)
- Glimpses of England; Social, Political, Literary (1898)